# Фортуново число
Фортуново число (по имени новозеландского социального антрополога Рио Франклина Фортуны) — наименьшее целое m > 1, такое, что для заданного положительного целого числа n число pn# + m является простым, где праймориал pn# — это произведение первых n простых чисел.
Например, для нахождения седьмого фортунова числа нужно вычислить произведение первых семи простых чисел (2, 3, 5, 7, 11, 13 и 17), что даст 510510. Добавление к результату 2 даёт опять чётное число, добавление 3 даст делящееся на 3 число, и так будет продолжаться вплоть до 18. Добавление 19, однако, даёт число 510529, которое является простым. Таким образом, 19 является фортуновым числом. Фортуново число для pn# всегда больше pn и все его делители больше pn. Это является следствием факта, что pn#, а тогда и pn# + m, делятся на простые делители чисел m, не превосходящих pn.
Фортуновы числа для первых нескольких праймориалов:
3, 5, 7, 13, 23, 17, 19, 23, 37, 61, 67, 61, 71, 47, 107, 59, 61, 109, … (последовательность A005235 в OEIS).
Отсортированные фортуновы числа без повторений:
3, 5, 7, 13, 17, 19, 23, 37, 47, 59, 61, 67, 71, 79, 89, 101, 103, 107, 109, 127, 151, 157, 163, 167, 191, 197, 199, ... (последовательность A046066 в OEIS).
Рио Фортун высказал предположение, что среди этих чисел нет составных (гипотеза Фортуны). Фортуново простое — это число Фортуны, являющееся также и простым, на 2012 год все известные фортуновы числа являются простыми.